# 桓公 (春秋燕)
桓公（かんこう、生年不詳 - 紀元前602年）は、春秋時代の燕の君主。襄公の後を受けて燕国の君主となった。在位16年。